# アイズ (1978年の映画)
『アイズ』（原題：Eyes of Laura Mars）は、1978年制作のアメリカ合衆国のミステリー・サスペンス映画。ジョン・カーペンター原案・脚本、アーヴィン・カーシュナー監督。

## あらすじ
ニューヨークで活動する女性カメラマン・ローラ・マーズの知り合いで写真集の発行者のドリスが殺された。その知らせを聞いたローラは驚いた。その直前、彼女はそれと全く同じ幻想を見ていたからだ。
事件の翌日、街中で撮影をしていたローラの脳裏に今度は親友のエレーヌが殺される幻想が浮かび上がる。そして、その通りにエレーヌが殺される。
ローラは自分の幻覚が予知夢だと考え、ジョン・ネヴィル警部にそのことについて話し、ネヴィルもまたそれに興味を示す。
数日後、暗室で仕事をしていたローラは再び幻想に襲われ、今度はモデルのルルとミシェルが殺される幻想が浮かび上がる。そしてその通りに、2人は殺されてしまう。
その後、警察はローラの運転手のトミーを有力な容疑者と特定し彼を追求するが、トミーは逃走をはかって銃弾を受け絶命した。
事件解決を知らされたローラは、どうしてもトミーが犯人だとは思えず、複雑な気持ちだった。やがて彼女はまた幻想を見るのだが、それは自分が誰かに命を狙われるという幻想だった。そしてその通り、ついに彼女自身に魔の手が伸びてきた。

## キャスト
| 役名        | 俳優                     | 日本語吹替                                   |
| 役名        | 俳優                     | TBS版                                        |
| ----------- | ------------------------ | -------------------------------------------- |
| ローラ      | フェイ・ダナウェイ       | 小沢寿美恵                                   |
| ネビル      | トミー・リー・ジョーンズ | 神谷明                                       |
| ドナルド    | ルネ・オーベルジョノワ   | 納谷六朗                                     |
| トミー      | ブラッド・ドゥーリフ     | 田中亮一                                     |
| マイケル    | ラウル・ジュリア         | 池田勝                                       |
| 不明 その他 |                          | 横尾まり 滝沢久美子 巴菁子 大塚芳忠 大山高男 |
|             |                          |                                              |
| 演出        | 演出                     | 河村常平                                     |
| 翻訳        | 翻訳                     | 平田勝茂                                     |
| 効果        | 効果                     | 遠藤堯雄/桜井俊哉                            |
| 調整        | 調整                     | 前田仁信                                     |
| 制作        | 制作                     | 東北新社                                     |
| 解説        |                          |                                              |
| 初回放送    | 初回放送                 | 1983年9月30日 『土曜映画』 (深夜映画枠)      |